# Asura mediopuncta
Asura mediopuncta là một loài bướm đêm thuộc phân họ Arctiinae, họ Erebidae.